# Aske Adelgaard
Aske Adelgaard, né le 10 novembre 2003 à Odense au Danemark, est un footballeur danois qui joue au poste d'arrière gauche au Go Ahead Eagles.

## Biographie

### En club
Né à Odense au Danemark, Aske Adelgaard commence le football avec le club local de l'Odense BK. Entre 2019 et 2021 il fait un passage d'un an et demi au Randers FC avant de faire son retour à Odense en janvier 2021.
Le 31 juillet 2022, Adelgaard signe un nouveau contrat de cinq ans avec l'OB. Il est alors lié au club jusqu'en juin 2027 et définitivement promu en équipe première,.
Le 7 août 2022, Adelgaard joue son premier match en professionnel, lors d'une rencontre de Superligaen, l'élite du football danois, contre l'AGF Aarhus. Il entre en jeu à la place de Joel King et son équipe s'incline par deux buts à un ce jour-là.
Le 19 août 2024, Aske Adelgaard rejoint les Pays-Bas afin de s'engager en faveur du Go Ahead Eagles. Il signe un contrat de quatre ans, soit jusqu'en juin 2028.
Il joue son premier match sous ses nouvelles couleurs le 1er septembre 2024, lors d'une rencontre d'Eredivisie, la première division néerlandaise, face au PSV Eindhoven. Il entre en jeu à la place de Dean James lors de ce match perdu par son équipe (3-0 score final).

### En sélection
Aske Adelgaard joue son premier match avec l'équipe du Danemark espoirs le 17 novembre 2022, face à la Suède. Il est titularisé puis remplacé par Kristoffer Lund lors de cette rencontre où les deux équipes se neutralisent (2-2). Pour sa deuxième apparition avec les espoirs contre la Hongrie, le 20 novembre 2022, Adelgaard marque son première but après être entré en jeu, et participe à la victoire des siens (3-0 score final).

## Palmarès
Go Ahead Eagles
- Coupe des Pays-Bas (1) :
  - Vainqueur en 2025[9],[10]